# Saint-Félix-de-Sorgues
Saint-Félix-de-Sorgues település Franciaországban, Aveyron megyében. Lakosainak száma 193 fő (2022. január 1.). Saint-Félix-de-Sorgues Gissac, Marnhagues-et-Latour, Montagnol, Saint-Jean-et-Saint-Paul, Sylvanès és Versols-et-Lapeyre községekkel határos.

## Népesség
A település népessége az elmúlt években az alábbi módon változott:
| Lakosok száma | 228  | 183  | 206  | 198  | 226  | 237  | 213  | 195  | 187  | 193  |
|               | 1968 | 1982 | 1990 | 2006 | 2013 | 2015 | 2017 | 2019 | 2020 | 2022 |